# JTBC2
JTBC2是JTBC的旗下的娛樂频道，前身為QTV，於2016年3月1日開播。

## 历史
- 2016年3月1日，從QTV改為JTBC2[1][2]。